# Kyseľ (národní přírodní rezervace)
Kyseľ je národní přírodní rezervace na území Národního parku Slovenský ráj. Nachází se v katastrálním území obcí Hrabušice, Letanovce, Smižany a Spišské Tomášovce v okrese Spišská Nová Ves v Košickém kraji. Ochrana území byla vyhlášeno v roce 1964 a novelizována v roce 1993. Rezervace má rozlohu 949,97 ha, ochranné pásmo nebylo stanoveno.